# Пісняр-лісовик сизий
Пісняр-лісовик сизий (Setophaga caerulescens) — дрібний комахоїдний птах з роду Setophaga родини піснярових (Parulidae). 

## Поширення
Пісняр-лісовик сизий у гніздовий період поширений на сході Північної Америки. На зимівлю мігрує до східного узбережжя Центральної Америки і на Кариби. Гніздиться переважно нижньому ярусі листяних і змішаних хвойно-листяних лісів з густим підліском.